# Atletismo nos Jogos Olímpicos de Verão de 2008 - 5000 m masculino

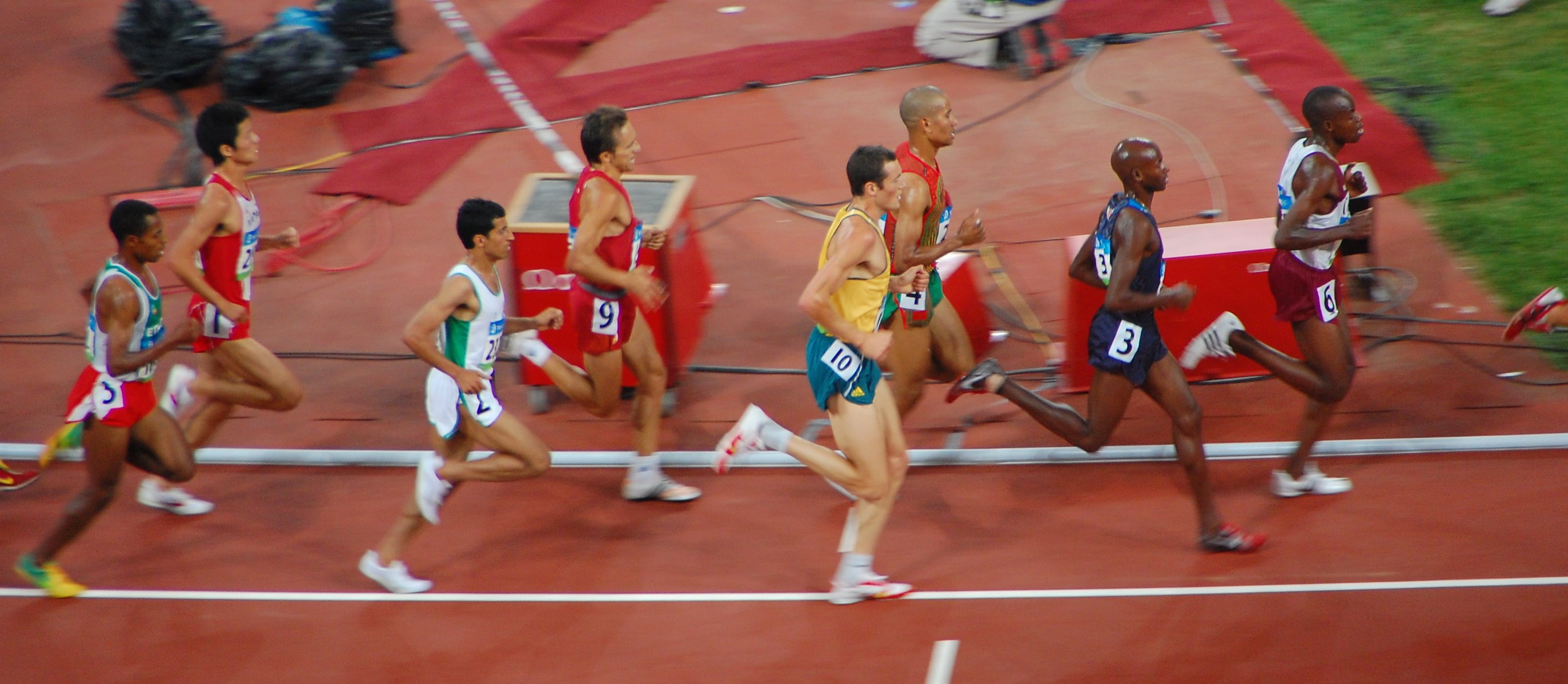
Jogos Olímpicos de Verão de 2008 - 5000m masculino, terceira eliminatória: 1 TAKEZAWA Kensuke (JAP), 2 AL-OUTAIBI Moukheld, 3 LAGAT Bernard, 4 ENNAJI EL IDRISSI Abdelaziz, 5 BEKELE Kenenisa, 6 C'KURUI James Kwalia, 7 LONGOSIWA Thomas Pkemei, 9 GARCIA Alberto, 10 MOTTRAM Craig (AUS)

A competição dos 5000 metros masculino nos Jogos Olímpicos de Verão de 2008 aconteceu nos dias 20 a 23 de agosto no Estádio Nacional de Pequim.

## Medalhistas
| Ouro   | ETH Kenenisa Bekele     |
| Prata  | KEN Eliude Kipchoge     |
| Bronze | KEN Edwin Cheruiyot Soi |

## Recordes
Antes desta competição, os recordes mundiais e olímpicos da prova eram os seguintes:
| Tipo | Atleta          | Tempo    | Local       | Data                 |
| ---- | --------------- | -------- | ----------- | -------------------- |
|      | Kenenisa Bekele | 12:37.35 | Hengelo     | 31 de maio de 2004   |
|      | Saïd Aouita     | 13:05.59 | Los Angeles | 11 de agosto de 1984 |

## Resultados

### Eliminatórias
Regras de qualificação: os quatro mais rápidos de cada eliminatória (Q) e os três seguintes mais rápidos (q) avançaram para a Final.
| #  | Eliminatória | Atleta                      | País               | Tempo    | Notas |
| -- | ------------ | --------------------------- | ------------------ | -------- | ----- |
| 1  | 1            | Matthew Tegenkamp           | USA Estados Unidos | 13:37.36 | Q     |
| 2  | 1            | Eliud Kipchoge              | KEN Quênia         | 13:37.50 | Q     |
| 3  | 1            | Tariku Bekele               | ETH Etiópia        | 13:37.63 | Q     |
| 4  | 1            | Kidane Tadasse              | ERI Eritreia       | 13:37.72 | Q     |
| 5  | 1            | Aelemayehu Bezabeh          | ESP Espanha        | 13:37.88 | q     |
| 6  | 1            | Alistair Ian Cragg          | IRL Irlanda        | 13:38.57 | q     |
| 7  | 3            | Bernard Lagat               | USA Estados Unidos | 13:39.70 | Q     |
| 8  | 3            | James Kwalia C'Kurui        | QAT Catar          | 13:39.96 | Q     |
| 9  | 3            | Kenenisa Bekele             | ETH Etiópia        | 13:40.13 | Q     |
| 10 | 3            | Thomas Pkemei Longosiwa     | KEN Quênia         | 13:41.30 | Q     |
| 11 | 1            | Juan Luis Barrios           | MEX México         | 13:42.39 | q     |
| 12 | 1            | Anis Selmouni               | MAR Marrocos       | 13:43.70 |       |
| 13 | 3            | Craig Mottram               | AUS Austrália      | 13:44.39 |       |
| 14 | 1            | Aadam Ismaeel Khamis        | BRN Bahrein        | 13:44.76 |       |
| 15 | 1            | Collis Birmingham           | AUS Austrália      | 13:44.90 |       |
| 16 | 2            | Edwin Cheruiyot Soi         | KEN Quênia         | 13:46.41 | Q     |
| 17 | 2            | Moses Ndiema Kipsiro        | UGA Uganda         | 13:46.58 | Q     |
| 18 | 3            | Moukheld Al-Outaibi         | KSA Arábia Saudita | 13:47.00 |       |
| 19 | 2            | Abreham Cherkos             | ETH Etiópia        | 13:47.60 | Q     |
| 20 | 2            | Jesús España                | ESP Espanha        | 13:48.88 | Q     |
| 21 | 3            | Kensuke Takezawa            | JPN Japão          | 13:49.42 | SB    |
| 22 | 2            | Ali Abdalla                 | ERI Eritreia       | 13:49.68 |       |
| 23 | 1            | Geofrey Kusuro              | UGA Uganda         | 13:50.50 |       |
| 24 | 2            | Mohammed Farah              | GBR Grã-Bretanha   | 13:50.95 |       |
| 25 | 1            | Sultan Khamis Zaman         | QAT Catar          | 13:53.38 |       |
| 26 | 3            | Monder Rizki                | BEL Bélgica        | 13:54.41 |       |
| 27 | 2            | Adrian Blincoe              | NZL Nova Zelândia  | 13:55.27 |       |
| 28 | 3            | Alberto García              | ESP Espanha        | 13:58.20 |       |
| 29 | 3            | Philippe Bandi              | SUI Suíça          | 13:59.68 |       |
| 30 | 2            | Mourad Marofit              | MAR Marrocos       | 14:00.76 |       |
| 31 | 3            | Abdelaziz Ennaji El Idrissi | MAR Marrocos       | 14:05.30 |       |
| 32 | 2            | Ian Dobson                  | USA Estados Unidos | 14:05.47 |       |
| 33 | 2            | Tonny Wamulwa               | ZAM Zâmbia         | 14:06.96 |       |
| 34 | 2            | Kevin Sullivan              | CAN Canadá         | 14:09.16 |       |
| 35 | 2            | Ali Saïdi-Sief              | ALG Argélia        | 14:15.00 |       |
| 36 | 1            | Takayuki Matsumiya          | JPN Japão          | 14:20.24 |       |
| 37 | 3            | Abdinasir Said Ibrahim      | SOM Somália        | 14:21.58 |       |
| 38 | 2            | Nader Almassri              | PLE Palestina      | 14:41.10 |       |
| 39 | 1            | Soe Min Thu                 | MYA Mianmar        | 15:50.56 |       |
| -  | 2            | Rashid Ramzi                | BRN Bahrein        | DNS      |       |
| -  | 3            | Selim Bayrak                | TUR Turquia        | DNS      |       |
| -  | 3            | Hasan Mahboob               | BRN Bahrein        | DNS      |       |
| -  | 3            | David Galván                | MEX México         | DNS      |       |

### Final
| #                 | Atleta                  | País               | Tempo    | Notas |
| ----------------- | ----------------------- | ------------------ | -------- | ----- |
| Medalha de ouro   | Kenenisa Bekele         | ETH Etiópia        | 12:57.82 | OR    |
| Medalha de prata  | Eliud Kipchoge          | KEN Quênia         | 13:02.80 |       |
| Medalha de bronze | Edwin Cheruiyot Soi     | KEN Quênia         | 13:06.22 | SB    |
| 4                 | Moses Ndiema Kipsiro    | UGA Uganda         | 13:10.56 |       |
| 5                 | Abreham Cherkos         | ETH Etiópia        | 13:16.46 |       |
| 6                 | Tariku Bekele           | ETH Etiópia        | 13:19.06 |       |
| 7                 | Juan Luis Barrios       | MEX México         | 13:19.79 | SB    |
| 8                 | James Kwalia C'Kurui    | QAT Catar          | 13:23.48 |       |
| 9                 | Bernard Lagat           | USA Estados Unidos | 13:26.89 |       |
| 10                | Kidane Tadasse          | ERI Eritreia       | 13:28.40 |       |
| 11                | Aelemayehu Bezabeh      | ESP Espanha        | 13:30.48 |       |
| 12                | Thomas Pkemei Longosiwa | KEN Quênia         | 13:31.34 |       |
| 13                | Matthew Tegenkamp       | USA Estados Unidos | 13:33.13 |       |
| 14                | Jesús España            | ESP Espanha        | 13:55.94 |       |
| -                 | Alistair Ian Cragg      | IRL Irlanda        | 99:99.99 |       |

Legenda
| Recorde mundial      | Recorde mundial (World record)               |                       | Recorde africano                      | Recorde africano (African) |                                           | Q | Classificado por posição (Qualified) |
| Recorde olímpico     | Recorde olímpico (Olympic record)            | Recorde da América    | Recorde da América (Americas)         | q                          | Classificado por melhor tempo (Qualified) |   |                                      |
| Melhor marca do ano  | Melhor marca do ano (World leading)          | Recorde asiático      | Recorde asiático (Asian)              | DNS                        | Não largou (Did not start)                |   |                                      |
| Recorde nacional     | Recorde nacional (National record)           | Recorde europeu       | Recorde europeu (European)            | DNF                        | Não terminou (Did not finish)             |   |                                      |
| Recorde pessoal      | Recorde pessoal do atleta (Personal best)    | Recorde da Oceania    | Recorde da Oceania (Oceania)          | DSQ / DQ                   | Desclassificado (Disqualified)            |   |                                      |
| Recorde da temporada | Recorde da temporada do atleta (Season best) | Recorde sul-americano | Recorde sul-americano (South America) | NM                         | Sem marca (No mark)                       |   |                                      |